# Piastunka (Augustine Roulin)
Piastunka (Augustine Roulin) (w oryg. fr. La berceuse (Augustine Roulin), hol. La Berceuse, portret van Madame Roulin) – zbiorczy tytuł 5 obrazów–portretów Augustine Roulin, namalowanych przez Vincenta van Gogha w okresie od grudnia 1888 do marca 1889 podczas jego pobytu w miejscowości Arles:
1. Piastunka (Augustine Roulin)[1] namalowany w grudniu 1888, obecnie w zbiorach Kröller-Müller Museum w Otterlo. Nr kat.: F 504, JH 1665.
2. Pani Roulin kołysząca kołyską[2] namalowany w styczniu 1889, obecnie w zbiorach Art Institute of Chicago w Chicago. Nr kat.: F 506, JH 1670.
3. Piastunka (Augustine Roulin)[3][4] namalowany w styczniu 1889, obecnie w zbiorach Metropolitan Museum of Art w Nowym Jorku. Nr kat.: F 505, JH 1669.
4. Piastunka (Augustine Roulin)[5] namalowany w lutym 1889, obecnie w Museum of Fine Arts w Bostonie. Nr kat.: F 508, JH 1671.
5. Piastunka (Augustine Roulin)[6] namalowany w marcu 1889, obecnie w Stedelijk Museum w Amsterdamie. Nr kat.: F 507, JH 1669.

## Historia
W pierwszych miesiącach swojego pobytu w Arles van Gogh zarzucił malarstwo portretowe, prawdopodobnie z braku modeli. Ale już w połowie sierpnia 1888 informował brata Theo o namalowaniu pierwszych portretów Cierpliwego Escaliera i Josepha Roulina, naczelnika urzędu pocztowego przy przystanku kolejowym w Arles. W okresie od grudnia 1888 do stycznia 1889 namalował pierwsze portrety Augustine Roulin (1851–1930), żony Roulina. Podczas swych wizyt u Roulinów widział często Augustine, matkę trojga dzieci, siedzącą na krześle i trzymającą w rękach sznur, którym kołysała kołyskę z leżącą w niej 6-miesięczną córeczką Marcelle.
Mam właśnie portret żony Roulina, nad którym pracowałem, zanim zachorowałem. Jego kolory obejmują zakres od różowego do pomarańczowego, przechodząc w [kolory] żółte i cytrynowe z jasną i ciemną zielenią. Byłbym bardzo zadowolony, gdybym mógł go ukończyć, ale obawiam się, że ona już nie zechce mi pozować, jej mąż wyjechał.

## Dzieje obrazu po śmierci van Gogha
Dzieje obrazu po śmierci artysty nie są rozstrzygnięte ani kompletne. Jedna z kopii prawdopodobnie trafiła w ręce jego brata Theo, który powierzył ją z kolei Julienowi-François Tanguy. W 1905 obraz został zakupiony w Salonie Niezależnych w Paryżu przez hr. Antoine de la Rochefoucauld. Ten sprzedał ją Paulowi Rosenbergowi, a on z kolei w 1928 sprzedał dzieło Johnowi Taylorowi Spauldingowi. Spauding podarował w 1948 obraz Museum of Fine Arts w Bostonie, w zbiorach którego obraz obecnie się znajduje.

## Opis i symbolika
Obraz Piastunka przedstawia kobietę siedzącą na tle pstrokatej tapety z motywem kwiatów i girland. Grubymi pociągnięciami pędzla artysta oddał jej korpulentne kształty oraz zaokrąglone ramiona. Pulchne ręce ze sznurem od kołyski, złożone na brzuchu, zostały przedstawione w barwach jaśniejszych niż twarz. Mocny kontur oddziela zieloną kamizelkę i spódnicę od czerwonej podłogi eksponując stylizowane na drzeworyt kolorowe płaszczyzny.
Widoczny w ręku kobiety sznur prowadzi do niewidocznej na obrazie kołyski, w której spoczywa dziecko. Wzrok kobiety jest skierowany w dal. Przy oparciu fotela Augustine Roulin van Gogh umieścił napis „La Berceuse”. Wyjaśniając ten tytuł napisał: „Nazywam go ‘Piastunka’ lub po prostu 'kołysanka albo kobieta kołysząca kołyskę'”. Tytuł obrazu wykracza poza dosłowność wykonywanej przez kobietę czynności. Symbolika zawarta w przesłaniu obrazu nawiązuje do opowiadań Gauguina o jego żeglarskich podróżach dookoła świata w latach 1868–1870, stanowi także nawiązanie do powieści Pierre’a Lotiego „Islandzki Rybak” („Pêcheur d’Islande”) z 1886, której motywem są długie, samotne wyprawy rybaków w morze i ich tęsknota za domem. W liście do Gauguina z 21 stycznia 1889 van Gogh pisał:
Uważam, że gdyby umieścić to płótno na łodzi rybaka z Islandii, można by poczuć w nim kołysankę.
Szerzej rozwinął ten wątek w liście do Theo z 28 stycznia:
Co do tematu tego płótna, to powiedziałem właśnie Gauguinowi, kiedy razem rozmawialiśmy o islandzkich rybakach i ich melancholijnej izolacji, wystawionych na te wszystkie niebezpieczeństwa, samotnych na smutnym morzu, powiedziałem właśnie o tym Gauguinowi, że w następstwie tych osobistych rozmów wpadłem na pomysł namalowania takiego obrazu, żeby żeglarze, dzieci i męczennicy jednocześnie, widząc go w kabinie łodzi islandzkich rybaków, mogli doświadczyć uczucia kołysania, przypominając sobie własne kołysanki. Obraz wygląda teraz, że tak powiem, jak chromolitografia z bazaru. Kobieta ubrana na zielono, z pomarańczowymi włosami, umieszczona na zielonym tle z różowymi kwiatami. Te dysonansowe kontrasty jaskrawego różu, krzykliwego oranżu, żywej zieleni są stonowane plamami czerwieni i zieleni. Wyobrażam sobie te płótna właśnie pomiędzy słonecznikami, które w ten sposób będą stanowiły lampy lub świeczniki po ich bokach, tego samego rozmiaru; w ten sposób 7 lub 9 płócien stanowić będzie całość. (Chciałbym zrobić powtórkę dla Holandii, jeśli tylko znów będę miał modelkę).
Van Gogh czuł, iż obraz matki-piastunki mógł świetnie nadawać się sypialni rybaków, stanowiąc dla nich przypomnienie czasów dziecinnych poprzez porównanie kołysania łodzi i kołyski. Obrazy Piastunki powstawały w czasie, kiedy artysta sam potrzebował pocieszenia i ukojenia po zerwaniu z Gauguinem.

Zaplanowany przez van Gogha tryptyk: w środku obraz Piastunki, „oświetlany” po bokach przez dwa obrazy ze słonecznikami
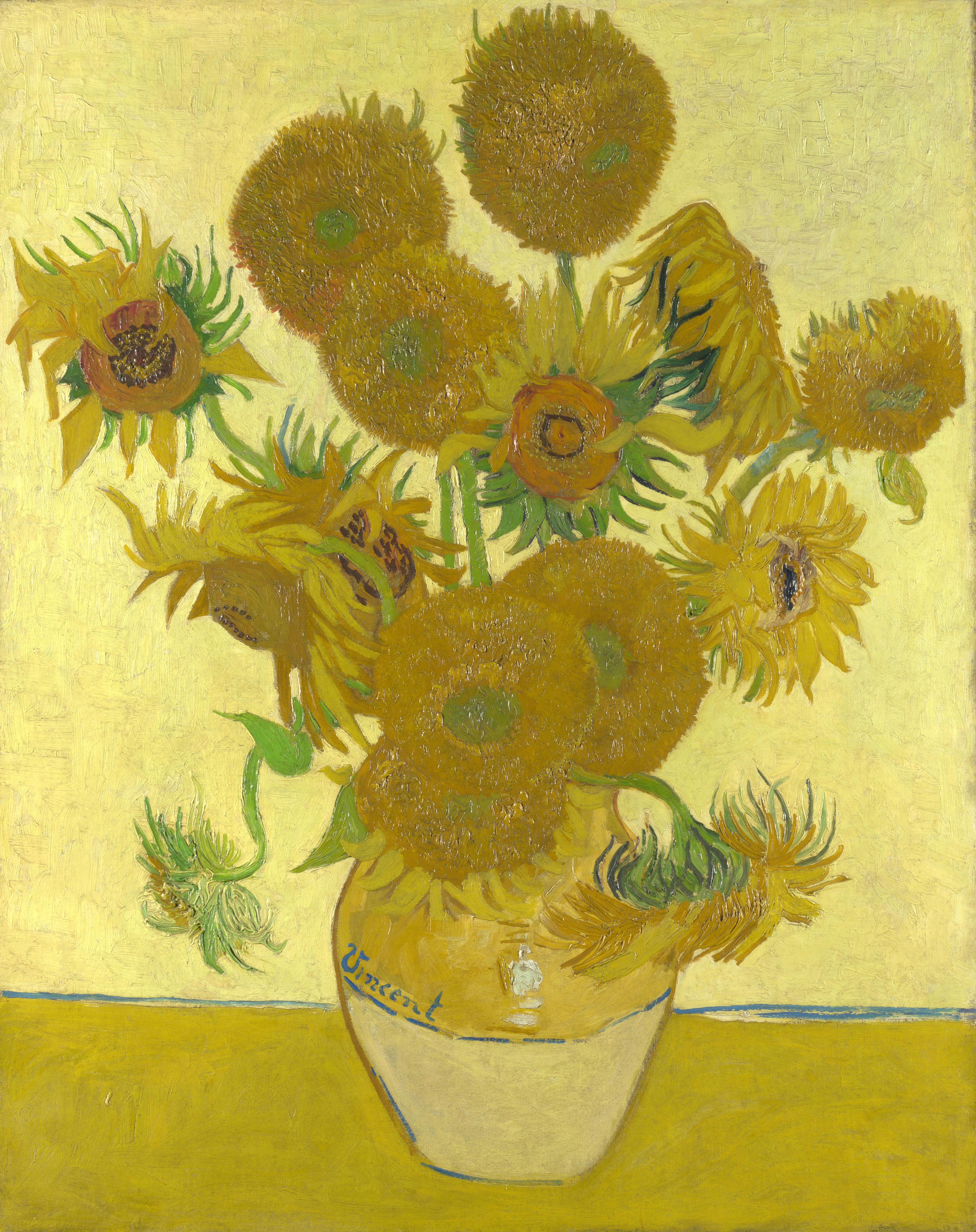
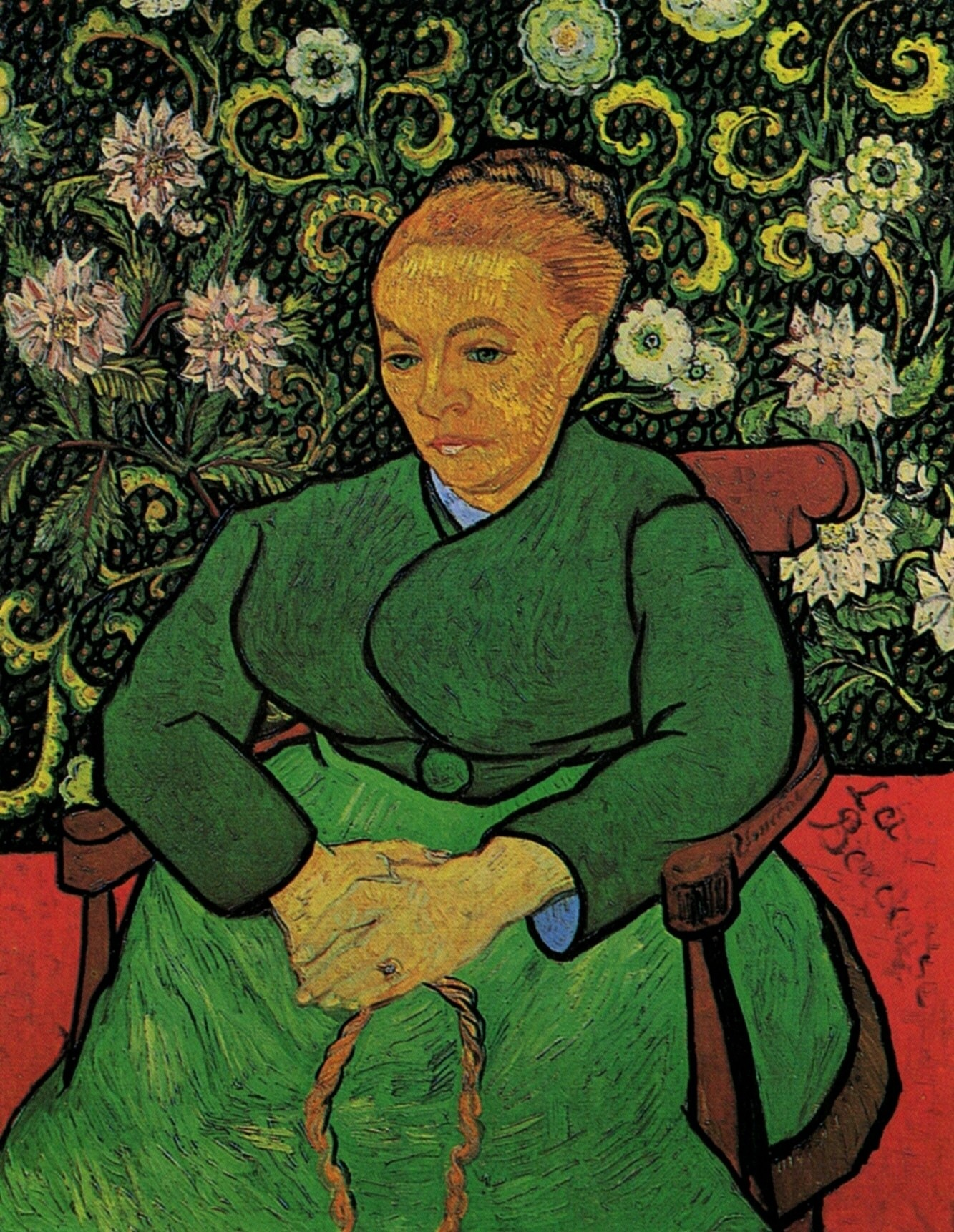
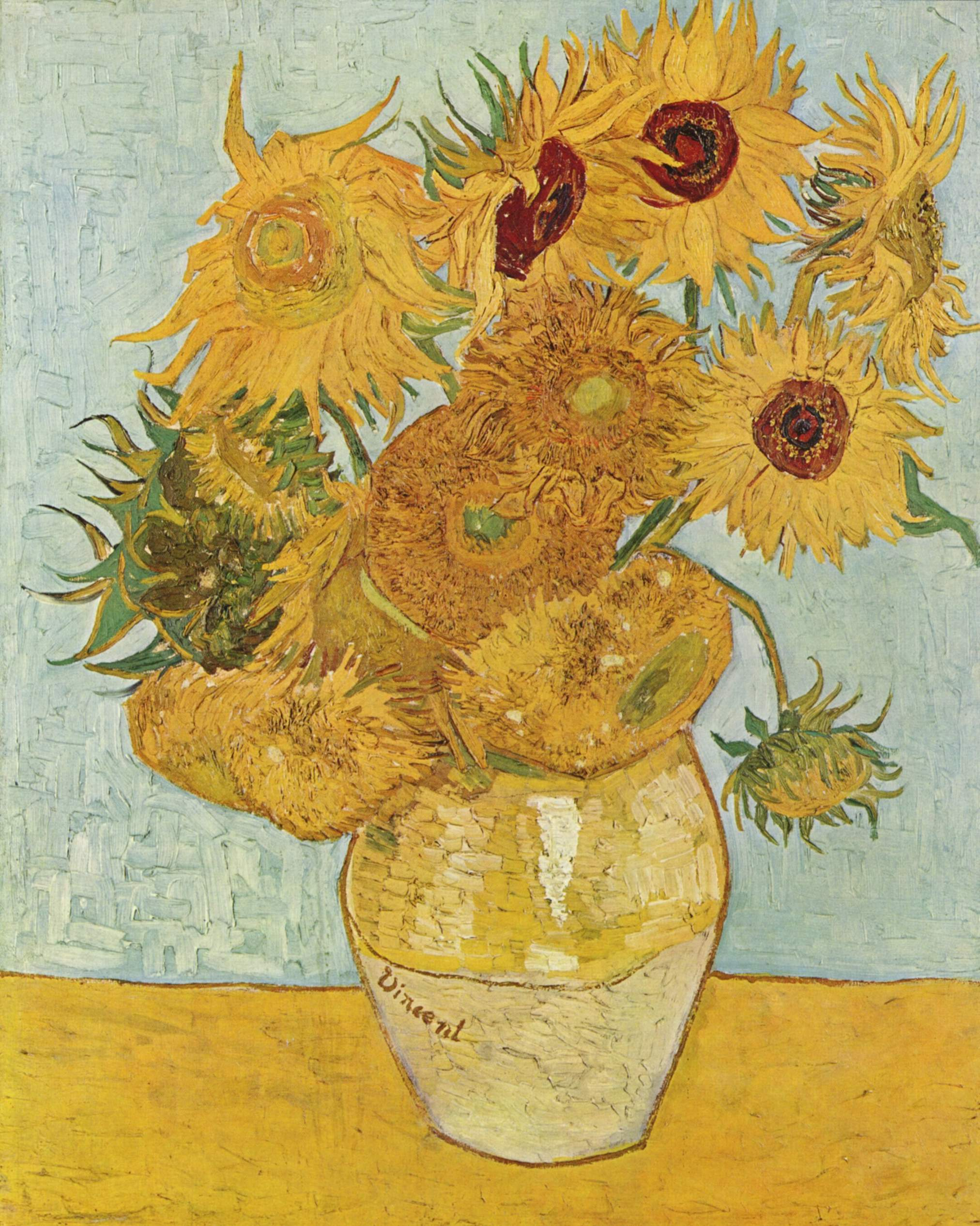

Obrazy Piastunki zdradzają dziedzictwo wpływu Gauguina nie tylko co do stylu, ale i co do nastroju, ponieważ jest w nich coś mrocznego pomimo jaskrawych kolorów, uwydatnionych przez agresywne komplementarne zestawienie czerwieni i zieleni.
Kompozycja obrazu jest prosta i całkowicie utrzymana w stylu prostych ludzi z rodziny Roulin, gustujących w mocnych kolorach i muzyce granej na pozytywie. Tacy ludzie, według van Gogha, znali niekiedy proste życiowe prawdy bardziej, niż słynni bywalcy salonów literackich